# Залісся (Монастириська міська громада)
Залі́сся — село в Україні, у Монастириській міській громаді Чортківського району Тернопільської області. Розташоване на річці Коропець, на півдні району. До 2020 року підпорядковане Велеснівській сільській раді.
До села приєднано хутір Поле. Населення — 289 осіб (2003).

## Назва
Назва села походить від місця розміщене поселення «залісся» — «те, що розташоване за лісом».

## Історія
Поблизу села виявлено археогічні пам'ятки пізнього палеоліту, трипільської та давньоруської культур. Поселення трипільської культури розміщене в урочищі Левада на правому березі річки Коропець. На поверхні зібрано кераміку, крем'яну клиноподібну шліфовану сокирку з опоки. Розвідка І. П. Ґерети у 1975 році. Матеріал зберігається у Тернопільському обласному краєзнавчому музеї.
Згадується 3 квітня 1441 року у книгах галицького суду .
Із села в УГА воювали 4 старшини і 2 підстаршини; рядові: Мар’ян та Михайло Бащії, Яків Верещинський, Юрій Захарчук, Андрій Катеренчук, Юліан Максимчук, Іван та Яків Меленюки, Михайло Остап’юк, Федір Паращук, Йосип Рогальський, Олександр Собків.
Діяли товариства «Просвіта», «Сільський господар», «Луг», «Рідна школа», «Відродження».
Село зазнало руйнувань під час повені 13 червня 1957.
Протягом 1962–1966 село належало до Бучацького району. 
12 червня 2020 року, відповідно до розпорядження Кабінету Міністрів України № 724-р «Про визначення адміністративних центрів та затвердження територій територіальних громад Тернопільської області» увійшло до складу Монастириської міської громади.
19 липня 2020 року, в результаті адміністративно-територіальної реформи та ліквідації Монастириського району, село увійшло до складу Чортківського району.

## Політика

### Парламентські вибори, 2019
На позачергових парламентських виборах 2019 року у селі функціонувала окрема виборча дільниця № 610702, розташована у приміщенні школи.
Результати
- зареєстрований 171 виборець, явка 57,89%, найбільше голосів віддано за «Слугу народу» — 54,08%, за «Голос» — 9,18%, за Радикальну партію Олега Ляшка — 8,16%.[6] В одномандатному окрузі найбільше голосів отримав Микола Люшняк (самовисування) — 25,53%, за Ігоря Сопеля (Слуга народу) — 24,47%, за Аллу Стечишин (самовисування) — 14,89%[7].

## Пам'ятки

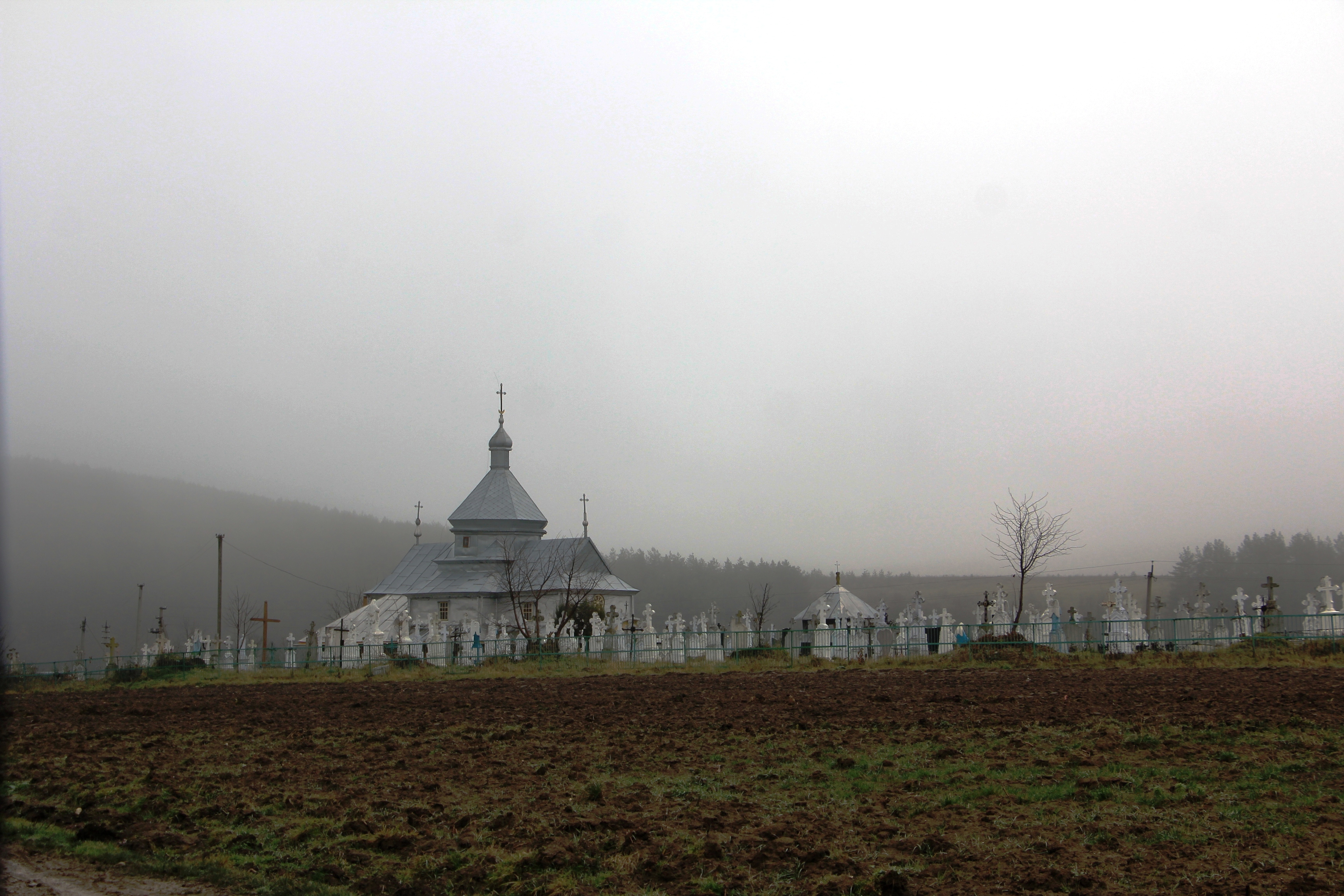
Церква Різдва Пречистої Діви Марії 1880

- Є церква Різдва Пречистої Діви Марії (1880, реставрована 1991).
- Ботанічна пам'ятка природи місцевого значення Коропецька діброва.

## Пам'ятники
- Насипана символічна могила Борцям за волю України (1938; відновлена 1988)
- братська могила з пам'ятником (1995) 38 жертвам трагедії 6 лютого 1945
- встановлено хрест-офіру з написом: «Пам'ятка для рідного села Залісся від його уродженця Степана Гузана» (1994).

## Соціальна сфера
Діють загальноосвітня школа І ступеня, клуб, бібліотека.

## Населення

### Мова
Розподіл населення за рідною мовою за даними перепису 2001 року:
| Мова       | Кількість | Відсоток |
| ---------- | --------- | -------- |
| українська | 288       | 100%     |

## Відомі люди

### У Заліссі народилися
- Мирослав,Володимир та Зенон Дощаківські - члени ОУН
- громадський діяч у Великій Британії М. Захарчук-Зелений
- громадський діяч у США Г. Кріслатий (Гамалія).

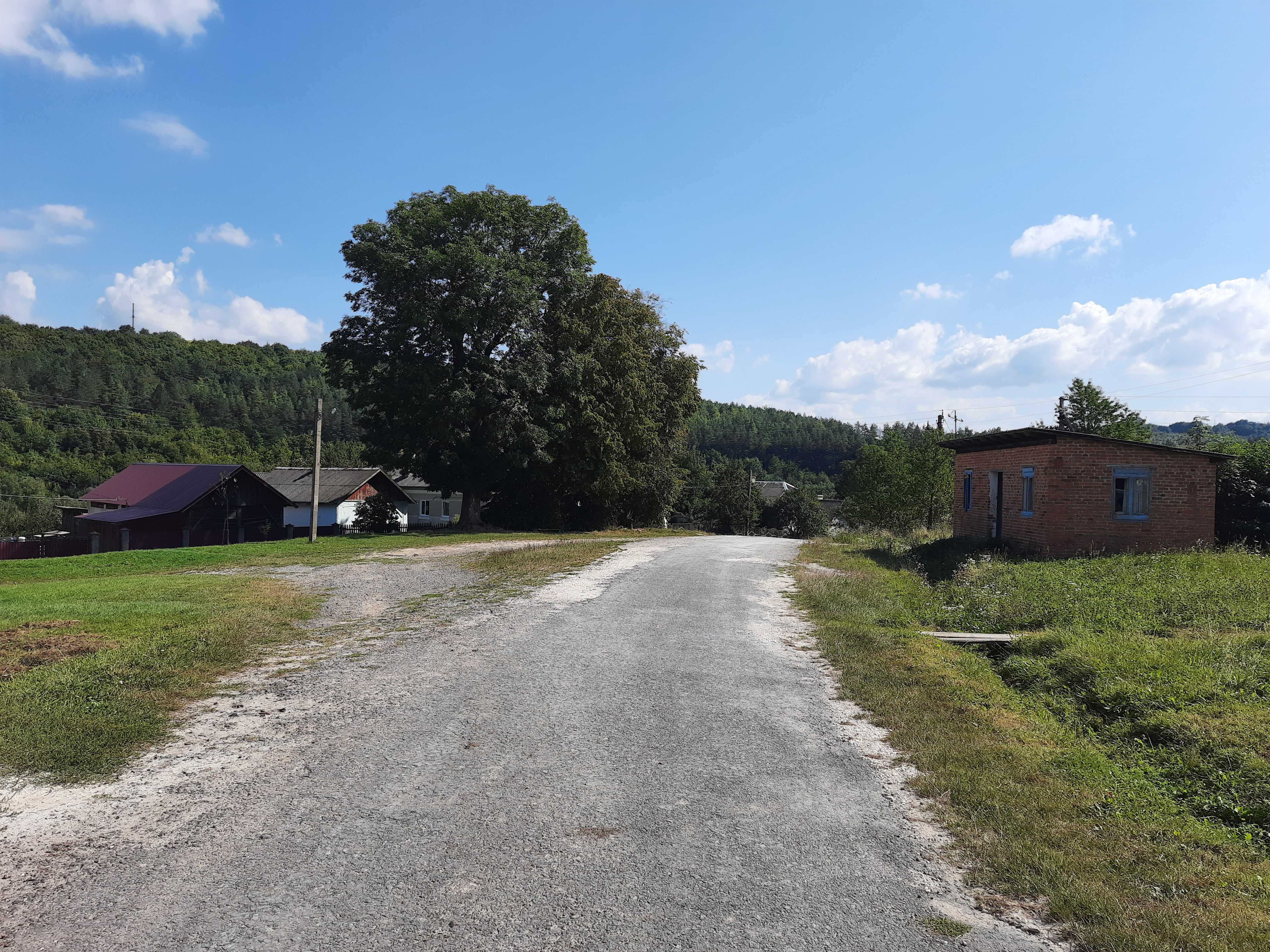
В'їзд у село
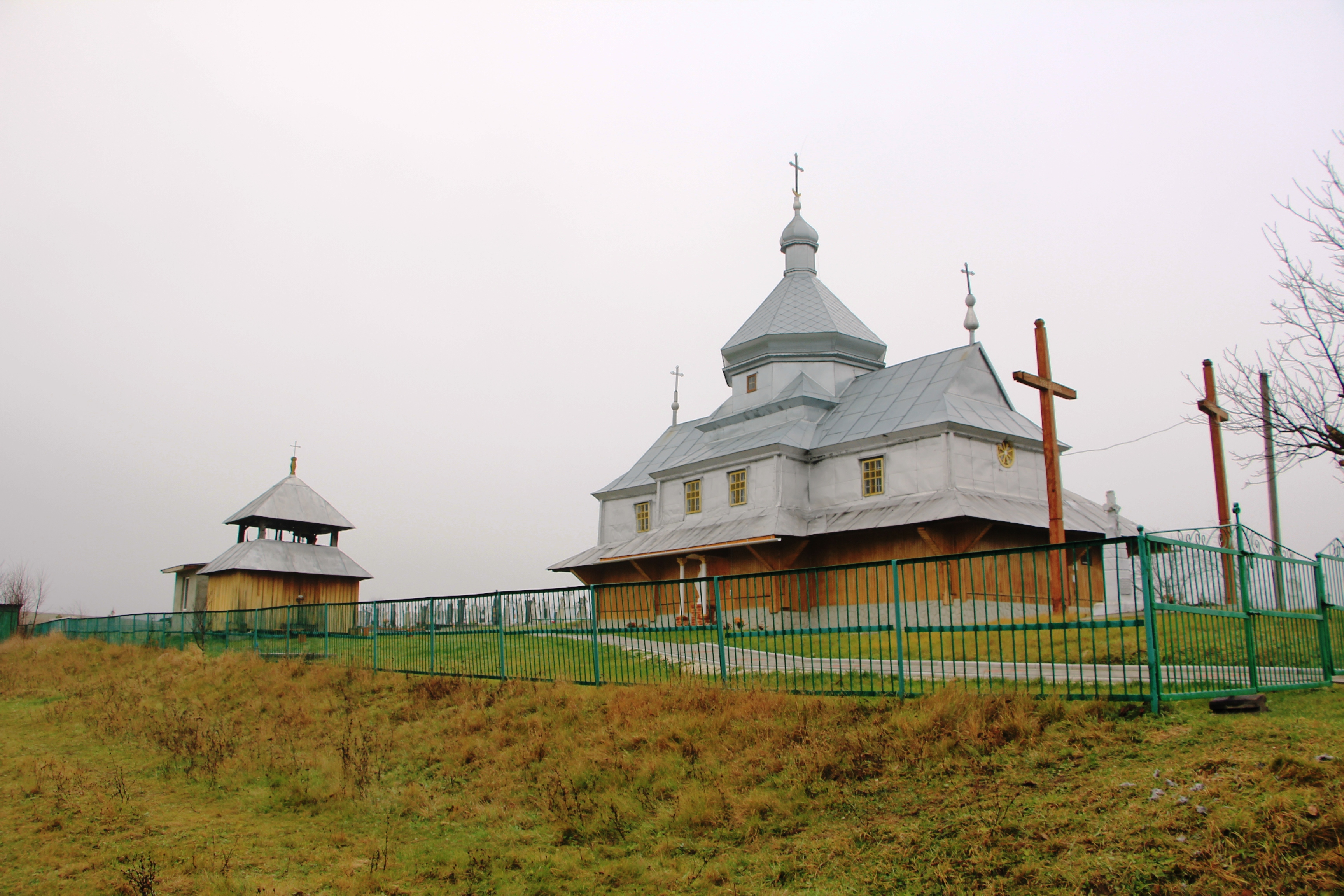
Церква Різдва Пречистої Діви Марії 1880
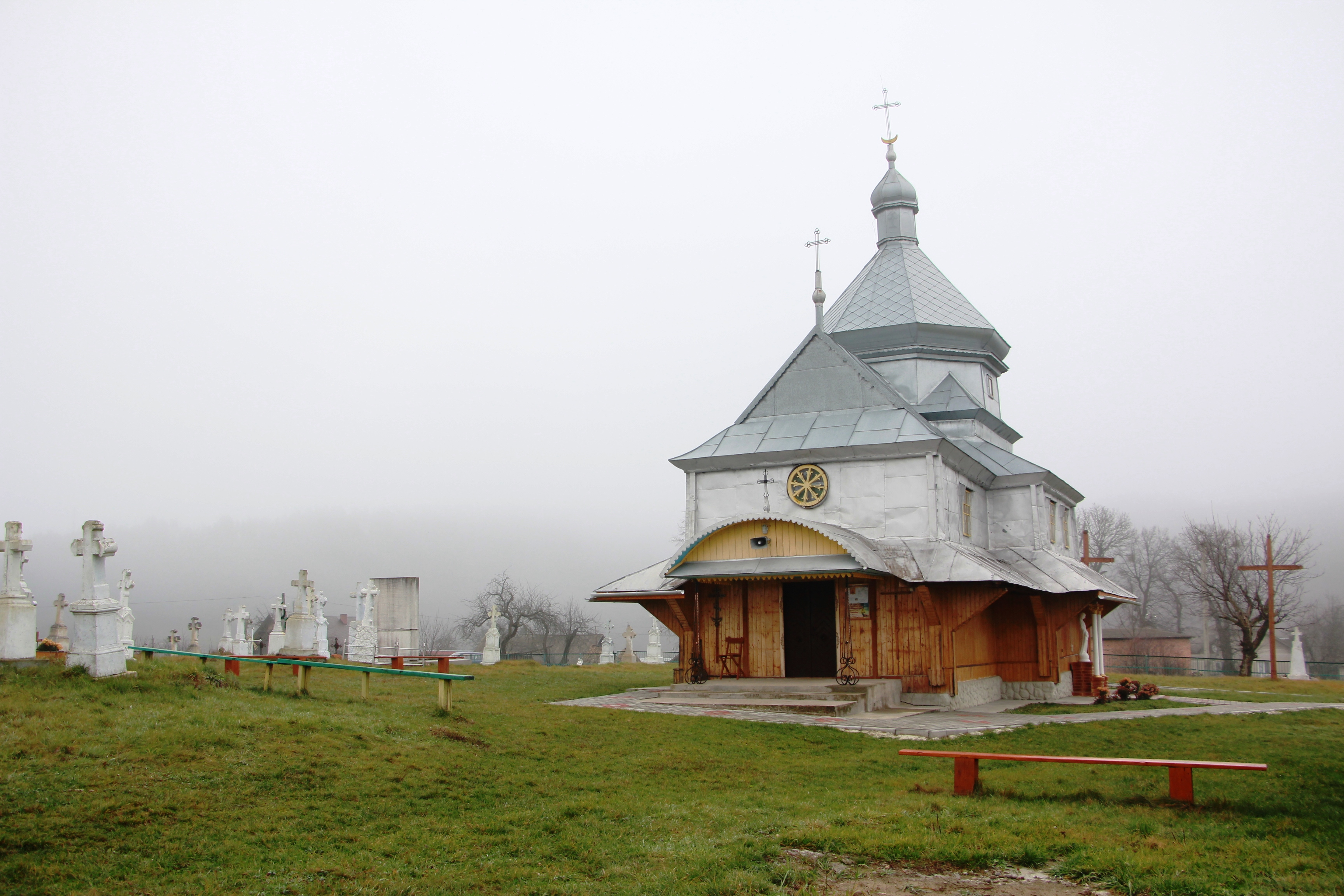
Церква Різдва Пречистої Діви Марії 1880
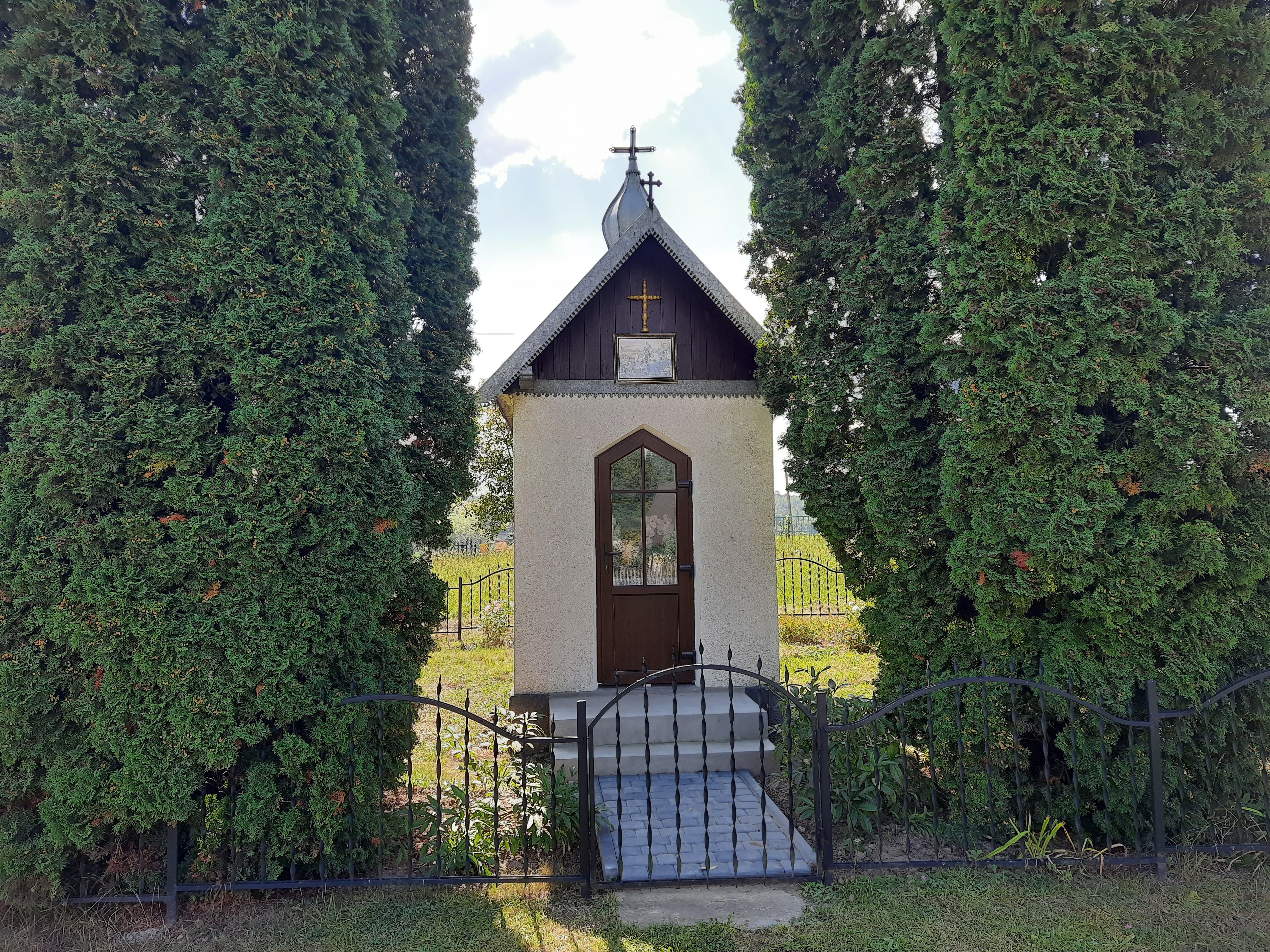
Капличка
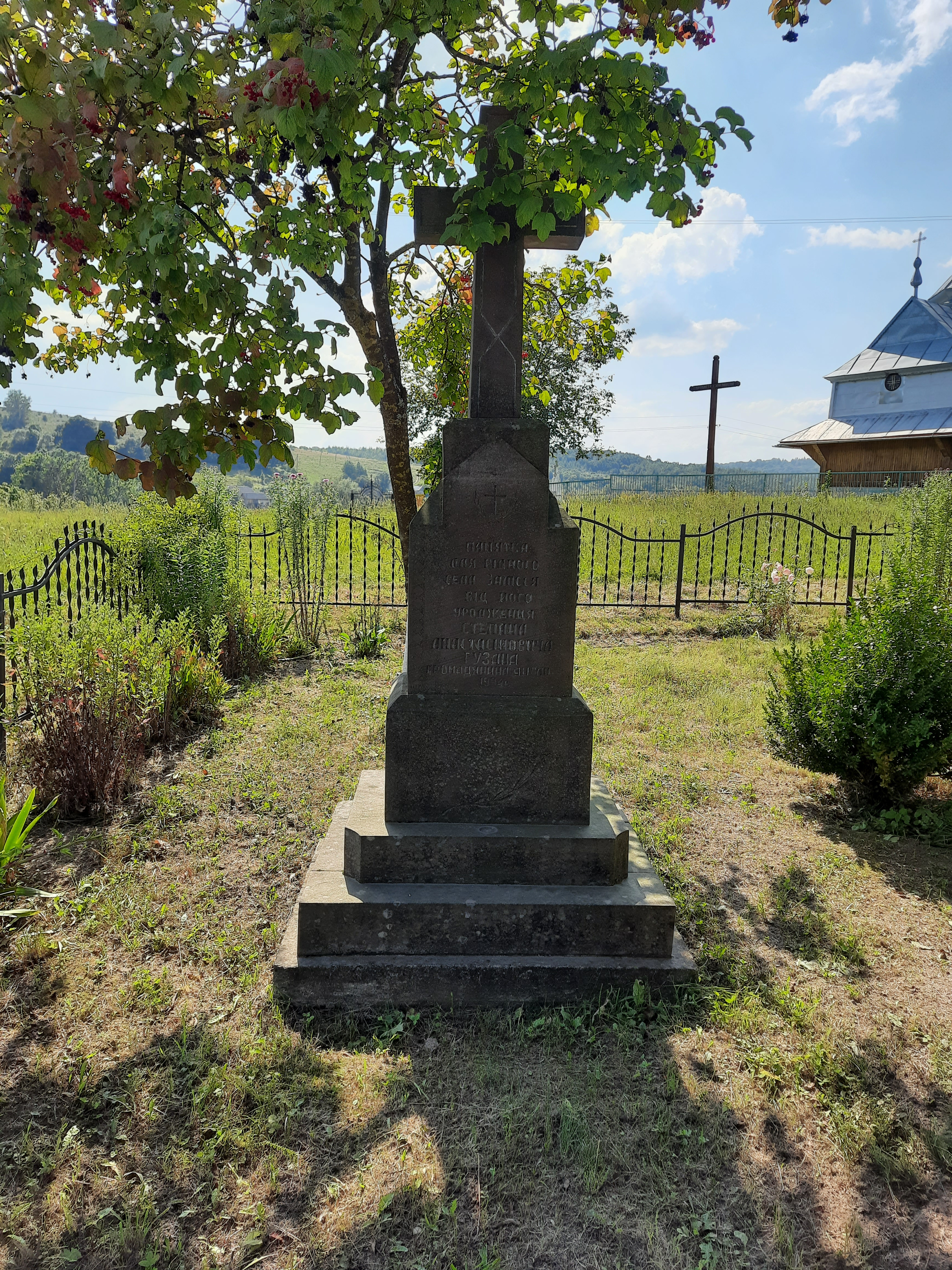
Пам'ятний хрест
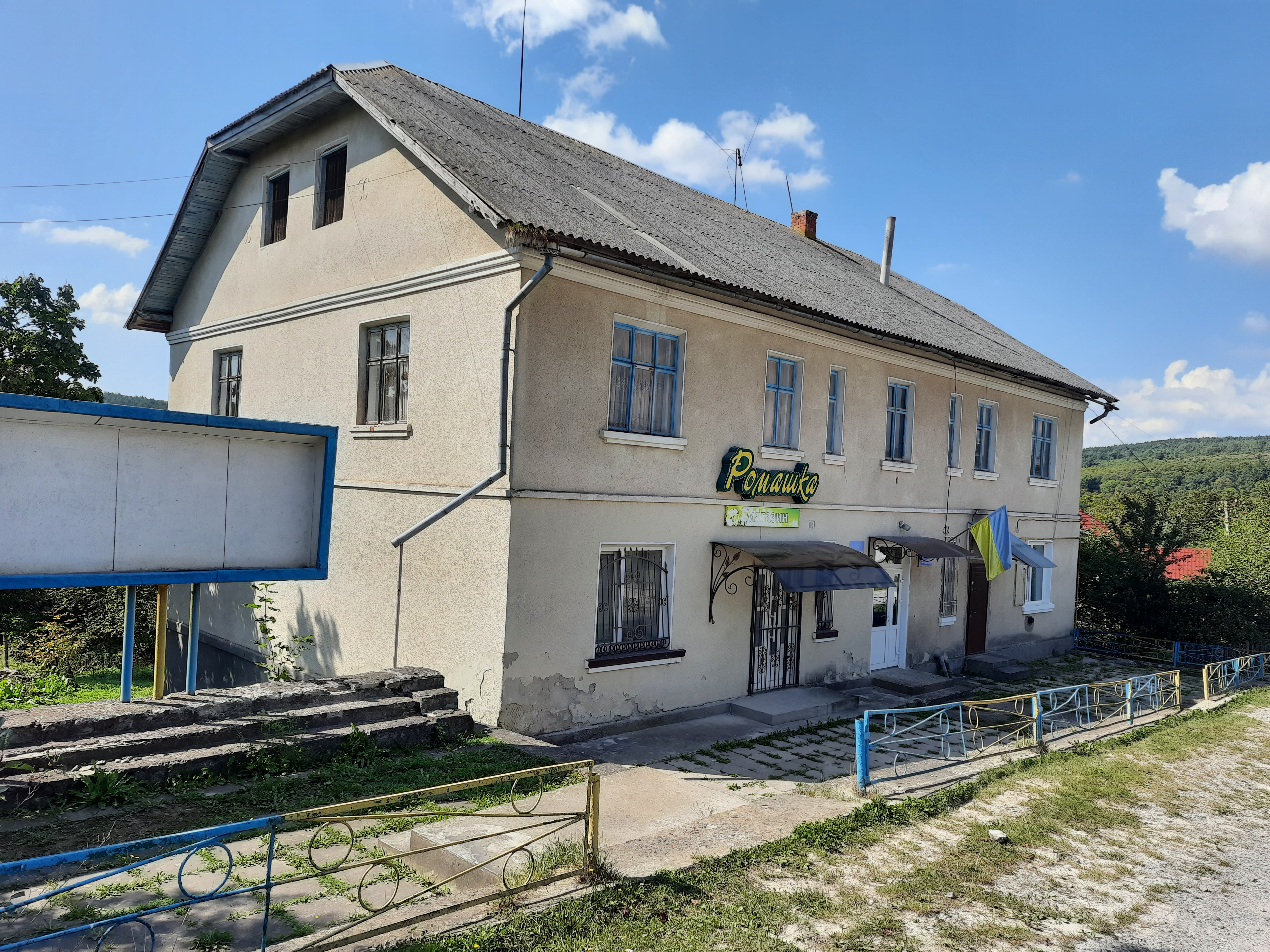
Крамниця
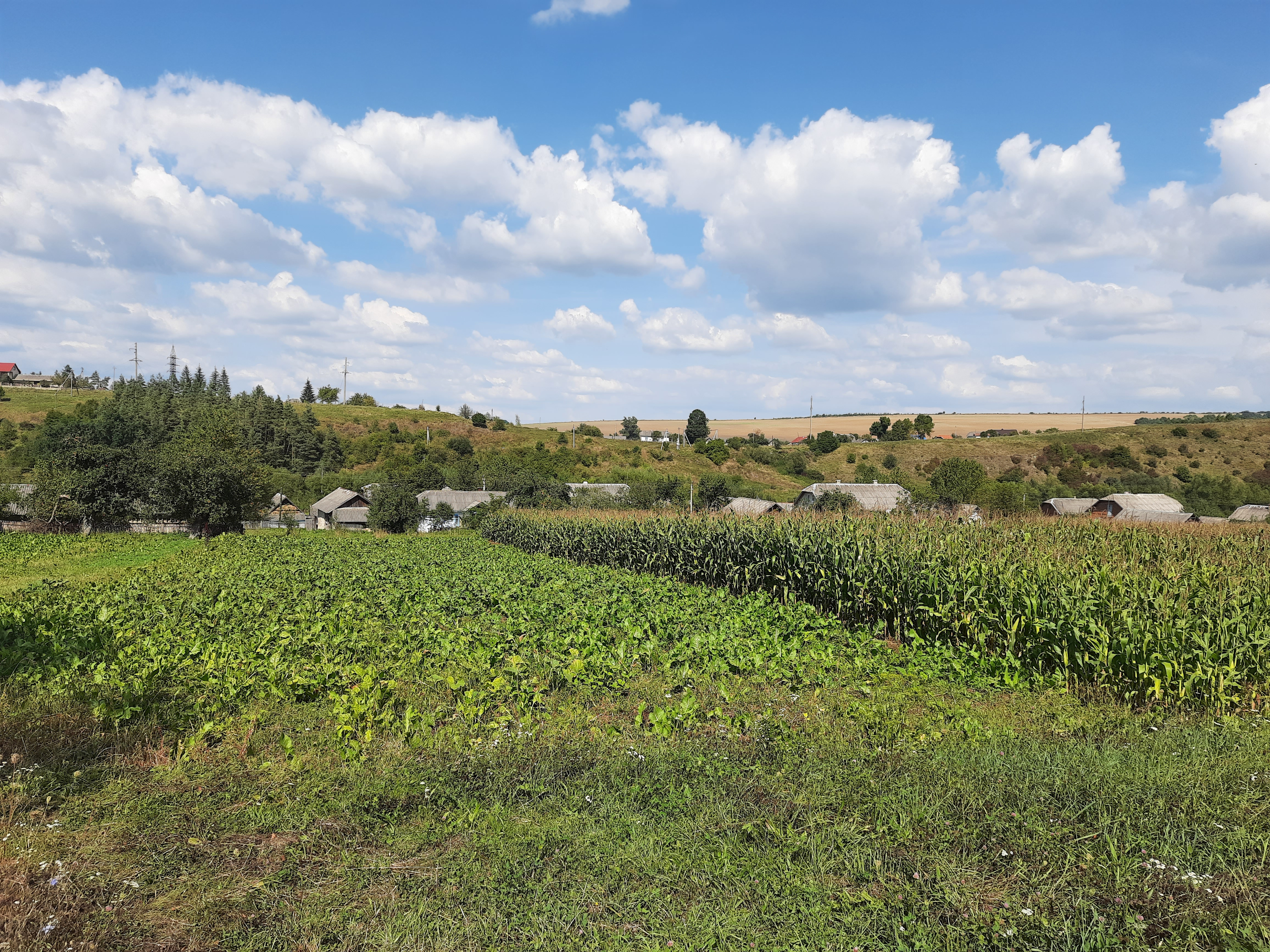
Сільський краєвид
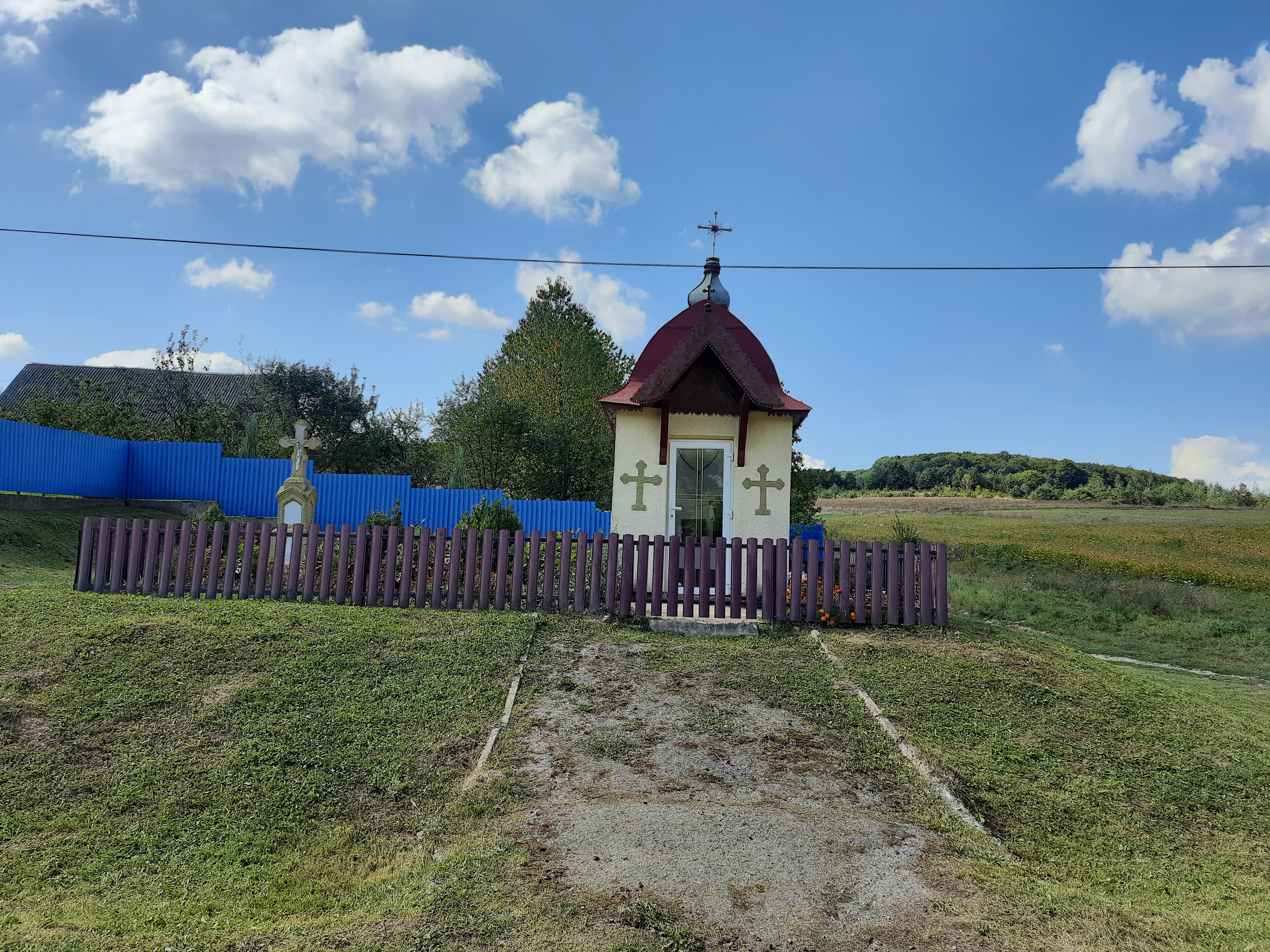
Капличка на околиці села